# Aruba nos Jogos Pan-Americanos de 2015
Aruba competiu nos Jogos Pan-Americanos de 2015 em Toronto de 10 a 26 de julho de 2015. O país competiu em 110 esportes com 25 atletas e não conquistou medalha nesta edição.